# Ivan Kopecký (1970)
Ivan Kopecký  (* 10. června 1970) je bývalý český fotbalista a současný fotbalový trenér. Od září 2018 byl angažován jako hlavní trenér prvoligového týmu SFC Opava.

## Hráčská kariéra
Fotbalově vyrostl v Lanškrouně a Hradci Králové. Jako aktivní hráč má za sebou angažmá v Teplicích a Chrudimi. Tři prvoligové sezóny pak odehrál v dresu Drnovic, kde celkem nastoupil k 35 ligovým utkáním a vsítil svůj jediný gól v české nejvyšší soutěži. Poté ještě působil v I. slovenské lize v dresu Trenčína a při následném angažmá v Neratovicích musel bohužel předčasně ukončit kariéru pro zranění kolene. V profesionálních soutěžích hrál za Hradec Králové, Teplice, Chrudim a Drnovice (1997–2001) . Odehrál pětatřicet prvoligových zápasů a vsítil jednu branku.

## Trenérská kariéra
Ivan Kopecký vedl jako hlavní trenér mužstva Chrudimi, Pardubic nebo Ústí nad Orlicí. V létě 2012 nastoupil jako asistent trenéra Přerosta v Teplicích a později působil jako hlavní kouč v druholigové Čáslavi. Hned několikrát plnil roli asistenta kouče Zdeňka Frťaly – v Čáslavi, ve slovenské Podbrezové a předtím i Varnsdorfu, kde jejich tým v ročníku 2014/15 obsadil senzační 2. místo ve II. lize s právem postupu do nejvyšší soutěže. V lednu 2016 se dvojice Frťala – Kopecký přesunula do prvoligového Jablonce. Oba na lavičce vydrželi do října 2016, kdy byl Frťala odvolán a s ním skončil i Kopecký. Následně převzal kormidlo Vítkovic a během jarních odvet se svým mužstvem dokázal malý zázrak, když druholigového nováčka dovedl z takřka beznadějné pozice až k záchraně.
Jako asistent působil v Teplicích, Jablonci či Podbrezové. Ve druhé lize mimo jiné vedl Čáslav, podílel se na postupu Varnsdorfu do první ligy.
Na jaře 2017 zachránil MFK Vítkovice.
V létě 2017 začal trénovat Vysočinu Jihlava. Dne 5. září 2018 se stal trenérem týmu SFC Opava. Měsíc od jeho jmenování se mužstvo výkonnostně a bodově zvedlo a Ivan Kopecký byl dokonce vyhlášen trenérem měsíce.